# Maria Antonescu

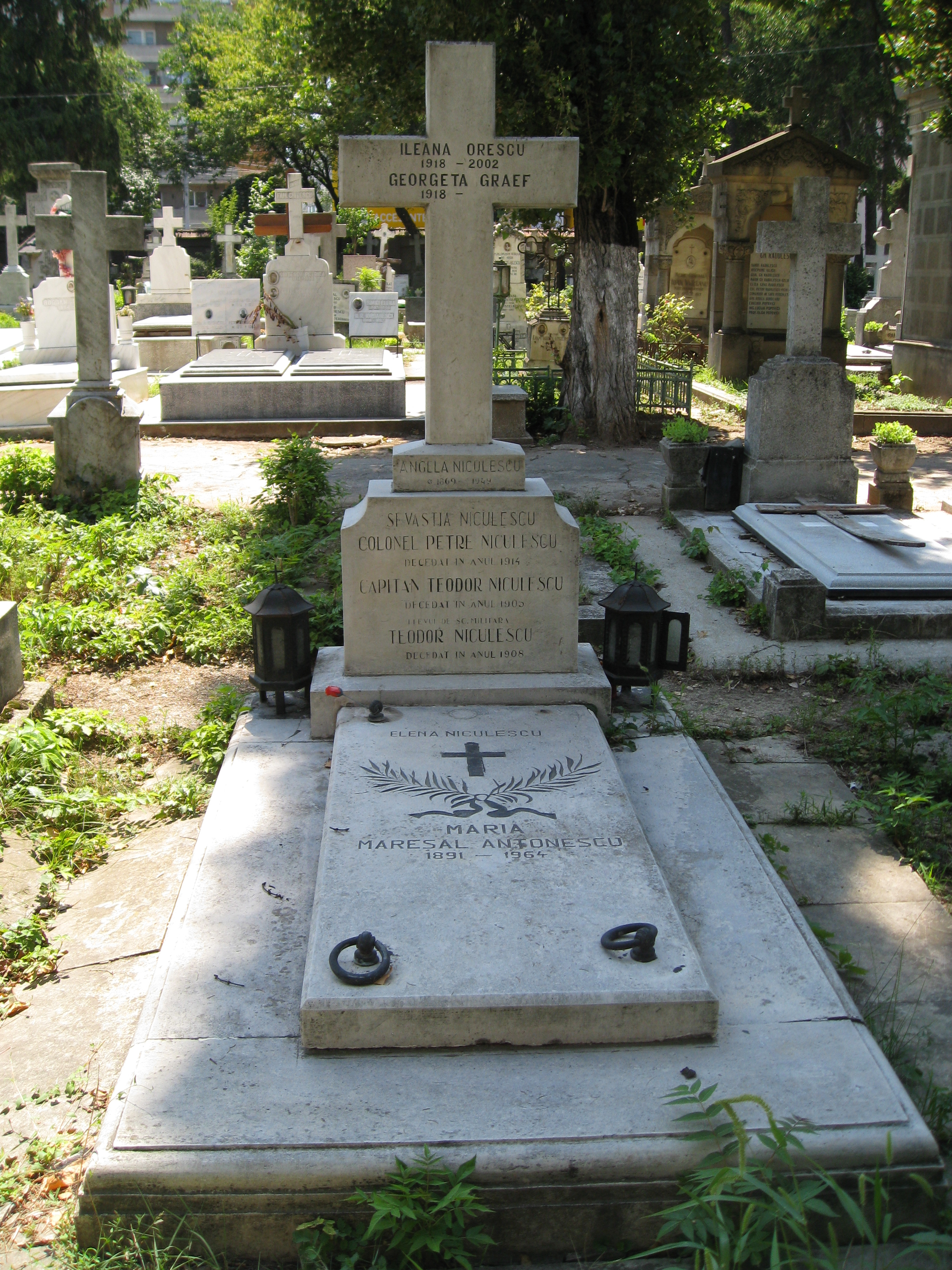
Mormântul Mariei Antonescu la cimitirul Bellu

Maria Antonescu (n. 3 noiembrie 1892, Calafat, județul Dolj, Regatul României – d. 18 octombrie 1964, București, Republica Populară Română), fiica căpitanului Teodor Niculescu și a Anghelinei (Angela) Niculescu a fost căsătorită cu ofițerul de poliție Gheorghe Cimbru cu care a avut un fiu handicapat post poliomelită. După decesul soțului a plecat la Paris unde l-a cunoscut pe omul de afaceri Guillaume Auguste Joseph Pierre Fueller, cu care s-a căsătorit la 9 iulie 1919 și de care a divorțat la 26 februarie 1926. La 29 august 1927, s-a recăsătorit - pentru a treia oară - cu colonelul Ion Antonescu.
Divorțul de Fueller a fost contestat în instanță, posibil, din inițiativa lui Mihail Moruzov, Șeful Serviciului Secret. La procesul de bigamie derulat în perioada 1935-1938, Maria Antonescu l-a avut ca avocat pe Mihai Antonescu.
În 1941 Maria Antonescu a fost numită președintă a Consiliului de Patronaj al Operelor Sociale.

## Refugiul
În seara arestării lui Ion Antonescu, Radu Lecca s-a prezentat la președinție și i-a propus Mariei Antonescu să se refugieze la Legația germană, dar a fost refuzat. După ora 22 a plecat la Snagov însoțită de Veturia Goga și secretara ei, Domnica Negulescu-Chiriceanu. La 2 septembrie, anunțându-se că trupele sovietice se apropie de București, la sugestia unor ofițeri din cabinetul lui Ion Antonescu, au plecat cu automobilul spre Herculane, dar s-au oprit la Orșova din cauza luptelor dintre militarii români și germani. În aceste condiții, s-au îndreptat către Târgu Jiu unde au fost găzduite de Natalia Iunian, văduva fostului ministru de interne Grigore Iunian. 
Tot în această perioadă și tot în Gorj se aflau regele și regina-mamă refugiați la vila de la Dobrița a colonelului Petre Petrescu. Maria Antonescu a trimis reginei o scrisoare prin care-i cerea protecție și să o informeze de soarta mareșalului, dar aceasta - conform spuselor lui Gheorghe Buzatu - „i-a răspuns cu brutalitate să nu îndrăznească să se apropie de locul de refugiu”.

## Arestarea
După o săptămână, prefectul județului, col. Theodor Graur, i-a sugerat să părăsească orașul. Însoțită doar de Veturia Goga s-a îndreptat spre Negoiești unde, pe 14 septembrie 1944, în prezența prefectului, a fost arestată fără nicio explicație de doi ofițeri ruși din ordinul generalului Aurel Aldea. Înainte de arestare i-a încredințat Veturiei Goga suma de un milion lei pentru a-i transmite mamei Mariei Antonescu, dar a pretins că banii i-au fost furați de ruși în trenul cu care se întorcea la București.
A fost dusă la Târgu Jiu, apoi la Hațeg. A fost reținută 10 zile la Ștefănești, 2 zile la Dobrești și apoi adusă în București, unde a stat o săptămână în aleea Zoe (azi, str. Atena), două luni în str. Benito Mussolini (azi, str. Nicolae Iorga) și încă 4 luni în str. General Manu. În această perioadă a încercat să se sinucidă tăindu-și venele de la ambele mâini. A fost transportată de ruși la Spitalul Elias unde i s-au făcut transfuzii de sânge pentru a fi readusă la viață.

## Trimiterea la Moscova
La 18 martie 1945 este trimisă la Moscova și ținută închisă la Lubianka în arest la secret. În acest timp, regina mamă a dat dispoziție doctorului Eduard Mezincescu să ancheteze modul cum au fost gestionate fondurile Consiliului de Patronaj în scopul acționării în justiție a Mariei Antonescu. Consilierul de la Curtea de conturi, desemnat în acest scop, a găsit gestiunea în perfectă ordine și cu un surplus de 2000 lei. Acesta a trimis Lucreției Barbul o scrisoare de felicitare pentru cele constatate. Autoritățile sovietice și-au exprimat lipsa de interes față de ea, fiind anchetată o singură dată de un general.

## Revenirea în țară
Adusă în țară în aprilie 1946 cu al doilea lot Antonescu, a locuit o perioadă la fratele ei, generalul Mărculescu. I s-a permis o singură dată să-și vadă soțul, pe 1 iunie 1946, înaintea execuției acestuia. După executarea mareșalului i s-a permis să fie internată la clinica doctorului Lupu din cadrul Spitalului Colentina. După tratamente îndelungate a părăsit spitalul având domiciliu obligatoriu la mama ei. 
A fost ținută în beciurile Ministerului de Interne, apoi la închisoarea Malmaison unde i s-a permis să-și vadă mama, la Văcărești, la închisoarea din str. Uranus, la Jilava și, într-un final, la închisoarea de femei de la Mislea. În 1950 a fost judecată și condamnată pentru crime economice în cadrul colaborării sale cu „Centrala Evreiască - CE”, condusă de Radu Lecca.

## Domiciliu obligatoriu
Din 1955 i-a fost impus domiciliu forțat la Lățești, lângă Bordușani, în Bărăgan. În acest timp boala de inimă s-a agravat. A cerut permisiunea unui concediu medical pentru a fi internată într-un spital. La intervenția Lucreției Barbul, membră a grupului de direcție al Consiliului de Patronaj, mama lui Gheorghe Barbul, a fost trimisă la spitalul doctorului Theodor Burghele unde a beneficiat de tratament alimentar deosebit și a primit îngrijiri dintre cele mai atente. După ieșirea din spital a mai cerut o prelungire a concediului medical, dar nu i s-a aprobat și s-a întors în Bărăgan.
Starea de sănătate s-a agravat, dar nu a mai avut permisiunea de a părăsi domiciliul obligatoriu. La începutul anului 1964 a fost transportată în stare de comă la Spitalul Fetești. Din cauza condițiilor sanitare precare a fost expediată cu aprobarea Miliției Fetești la Spitalul ASCAR din București. După o săptămână este transportată la Spitalul Colțea unde profesorul Basil Theodorescu a încercat să o salveze după cel de-al treilea infarct pe care îl făcuse. 
A decedat la 18 octombrie 1964 și a fost înmormântată la cimitirul militar Bellu, în cavoul familiei Niculescu.

## Distincții
- Crucea „Meritul Sanitar” cl. I (9 mai 1942) pentru „devotament și abnegație în opera de îngrijire a răniților de războiu, aducând și importante contribuțiuni de ordin moral și material în greaua misiune de organizarea și întreținere a spitalelor de răniți”[17]
- Ordinul Meritul Cultural în gradul de Cavaler cl. I, pentru opere sociale (23 septembrie 1942)[18]